# Geestenseth
Geestenseth is een dorp en voormalige gemeente in het Landkreis Cuxhaven in de deelstaat Nedersaksen. Het is het meest oostelijke ortsteil van de gemeente Schiffdorf.

De naam van het dorp betekent ongeveer: gelegen (zittend) aan geestgrond, hetgeen met de landschappelijke ligging overeenstemt. Evenals het westelijke buurdorp Wehdel behoorde Geestenseth tot 1885 tot de huidige buurgemeente Beverstedt.
De oude gemeente ging in 1974 op in de gemeente Schiffdorf. 

Het dorp ligt aan de spoorlijn Bremerhaven - Buxtehude. Vanaf het in 1899 geopende station, het enige gebouw van het dorp, dat onder monumentenzorg staat, vertrekt ieder uur een stoptrein in beide richtingen. Voor aanvullend busvervoer is men op belbussen (AST, AnrufSammelTaxis) aangewezen.

## Toneelproject vanuit Geestenseth
Het stationnetje van Geestenseth is de thuisbasis van een bijzonder Duits toneelproject, genaamd Das letzte Kleinod. Een toneelgroep beschikt er over een oceaanblauwe trein met 10 wagons, de Ozeanblaue Zug, waarmee acteurs, rekwisieten, catering, licht- en geluidstechniek vervoerd kunnen worden naar de speellocaties; de acteurs kunnen ook in de trein overnachten en douchen. De toneelstukken behandelen mensen tegen de achtergrond van historische gebeurtenissen, waarvoor de regisseur van tevoren geschiedkundige research verricht. De vaak maatschappijkritische toneelstukken worden 's zomers opgevoerd, indien mogelijk zo dicht mogelijk bij de locatie, waar het historische verhaal zich afspeelt, soms op onherbergzame plekken, en niet altijd in Europa.  In 2016 ontving dit project de prestigieuze Theaterpreis des Bundes.
Zie de Duits- en Engelstalige website van het project: www.das-letzte-kleinod.de/

## Afbeeldingen

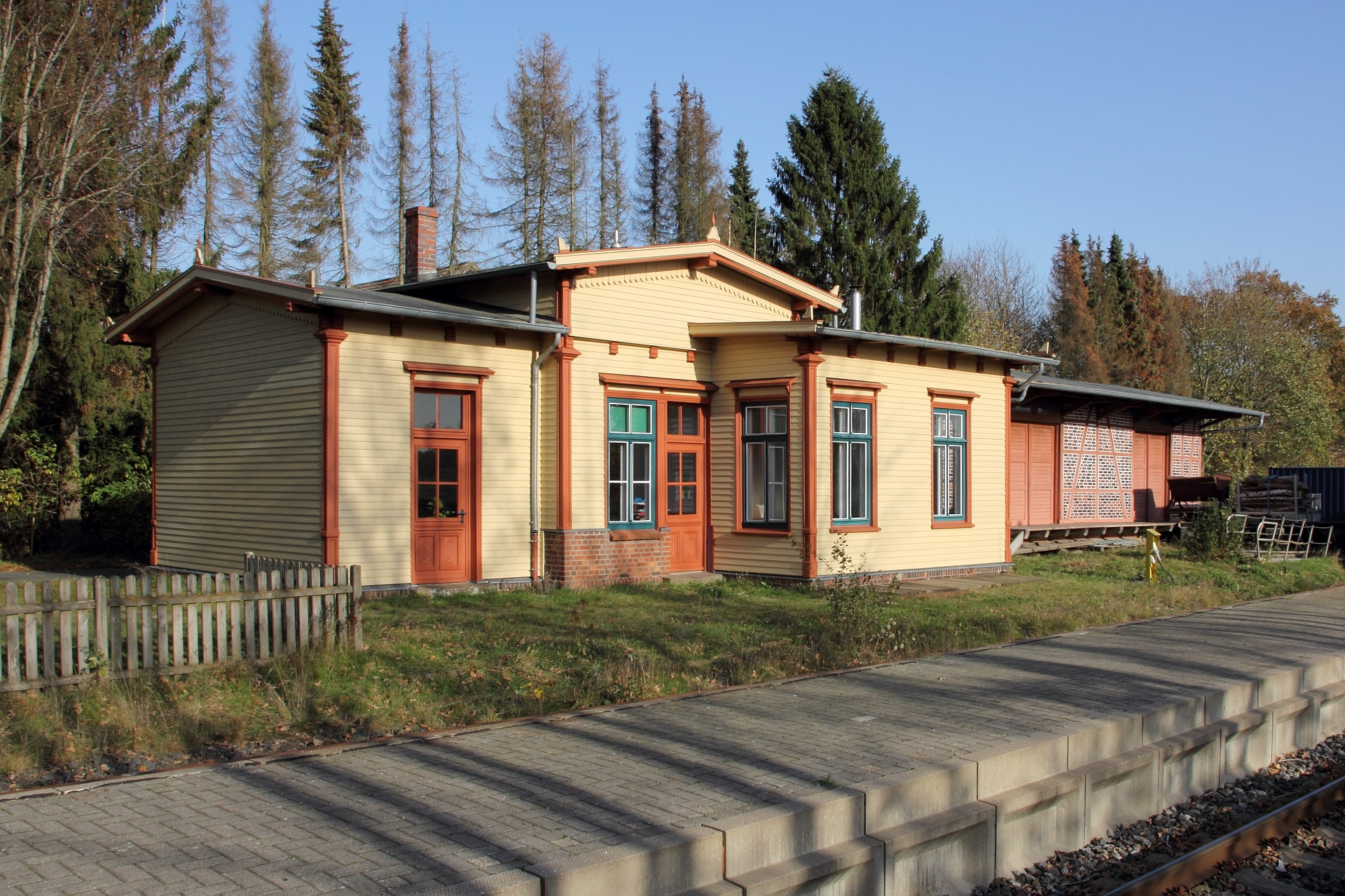
Station (foto uit 2020)
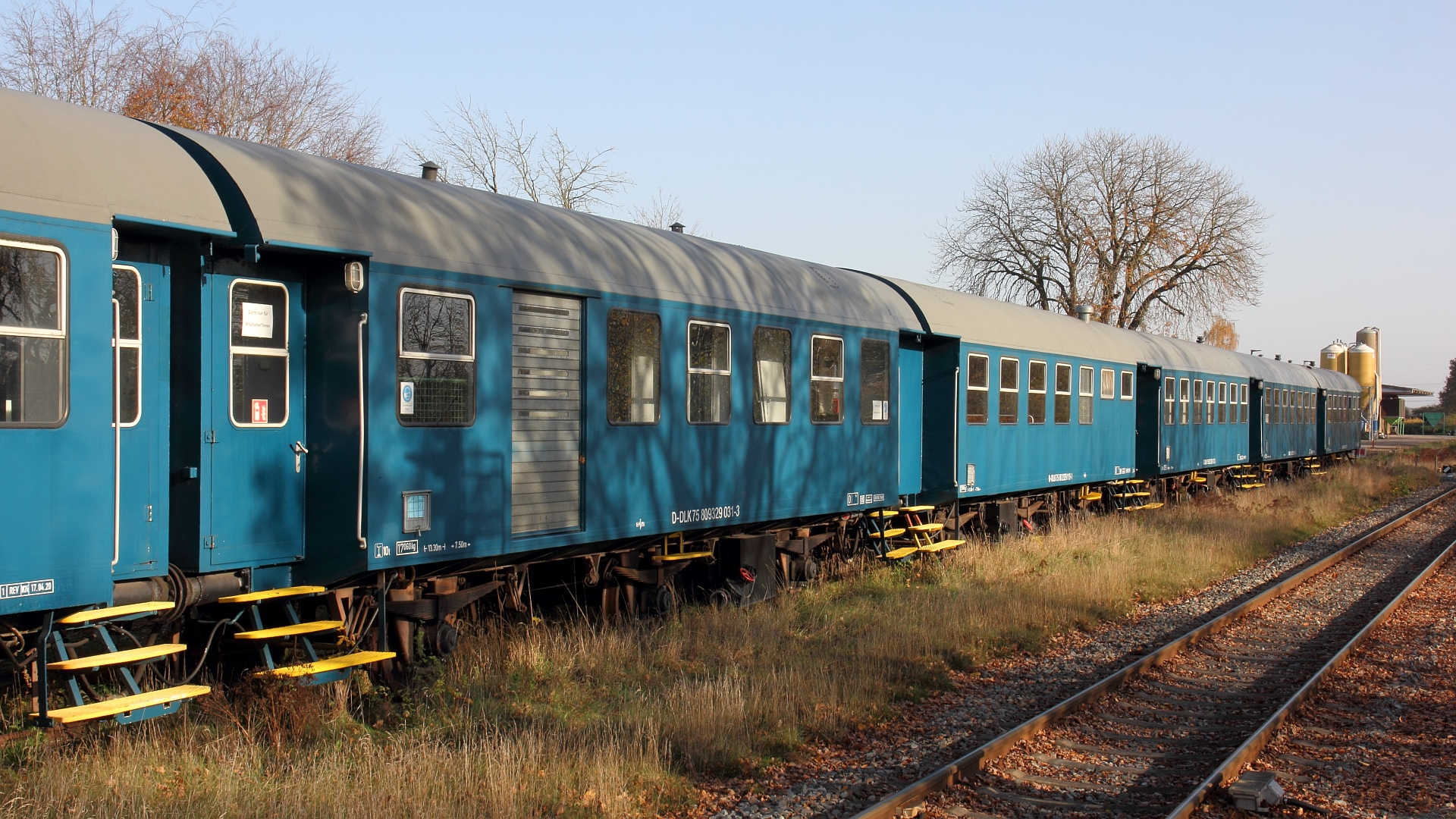
De oceaanblauwe trein van toneelproject Das letzte Kleinod